# Луций Росций Елиан
Вижте пояснителната страница за други личности с името Луций Росций Елиан.
Луций Росций Елиан (на латински: Lucius Roscius Aelianus) e сенатор на Римската империя през 2 век.
През 157 г. Елиан е суфектконсул заедно с Гней Папирий Елиан.
Той е баща на Луций Росций Елиан Пакул (консул 187 г.) и дядо на Луций Росций Елиан Пакул Салвий Юлиан (консул 223 г.).